# Quique Setién
Enrique "Quique" Setién Solar (Santander, 1958. szeptember 27. –) spanyol válogatott labdarúgó, edző.

## Pályafutása

### Klubcsapatban
Santanderben született, kantábriában. Pályafutását is szülővárosa csapatában a Racing Santanderben kezdte és az első osztályban 1977-ben mutatkozott be. 1983-ban az Atlético Madridhoz igazolt, ahol három évig játszott. 1988 és 1992 között a Logroñés játékosa volt. 1992-ben visszatért a Racing Santanderhez, ahol még négy évig játszott. 1996-ban a Levantéban fejezte be az aktív játékot. 2001-ben a Racing Santander szurkolói megválasztották minden idők legjobb játékosának.

### A válogatottban
1985 és 1986 között 3 alkalommal szerepelt a spanyol válogatottban. Egy Zaragozában rendezett Ausztria elleni barátságos mérkőzés alkalmával mutatkozott be 1985. november 20-án. Részt vett az 1986-os világbajnokságon, de nem lépett pályára egyetlen mérkőzésen sem.

### Edzőként
Az edzősködést korábbi klubcsapatánál a Racing Santendernél kezdte, ahol 2001. október 5-én ült először a kispadon. Sikeresen feljuttatta a Racingot az első osztályba, azonban az idény végén távozott. A 2003–04-es szezonban a szintén másodosztályú Polideportivo Ejido együttesénél vállalt munkát. 2006-ban rövid ideig az Egyenlítői-guineai válogatottat irányította. 2009 és 2015 között a harmadosztályban szereplő Lugo vezetőedzője volt. 2012-ben feljuttatta a Lugót a másodosztályba.  2015 októberében a Las Palmas élére nevezték ki. Ekkor kiesőhelyen állt a csapat, de a szezon végén a 11. helyen végeztek. 2017 márciusában távozott, majd 2017 májusában három éves szerződést írt alá a Real Betis együttesénél. Első idényében a hatodik helyen végzett csapat és bejutottak az Európa-liga főtáblájára. 2019 májusában hagyta el a Betist. 2020 januárjában kinevezték a Barcelona vezetőedzőjének, ahol Ernesto Valverdét váltotta a kispadon. A szerződése pedig 2022 júniusáig szólt. A bajnokságot nem sikerült megnyerniük és csak második helyen végeztek a Real Madrid mögött, illetve a Bayern München ellen történelmi 8–2-es vereséget szenvedtek a bajnokok ligájában. Három nappal később menesztették Setiént.

#### Edzői statisztika
| Csapat            | Érkezés           | Távozás             | Rekord | Rekord | Rekord | Rekord | Rekord | Je.    |
| Csapat            | Érkezés           | Távozás             | M      | Gy     | D      | V      | Gy %   | Je.    |
| ----------------- | ----------------- | ------------------- | ------ | ------ | ------ | ------ | ------ | ------ |
| Racing Santander  | 2001. október 4.  | 2002. június 19.    | 36     | 18     | 10     | 8      | 50,00  | [ 22 ] |
| Poli Ejido        | 2003. július 1.   | 2003. november 17.  | 13     | 2      | 4      | 7      | 15,38  | [ 23 ] |
| Egyenlítői-Guinea | 2006. október 1.  | 2006. december 31.  | 1      | 0      | 0      | 1      | 0.00   | [ 24 ] |
| Logroñés          | 2007. május 30.   | 2008. január 15.    | 20     | 5      | 6      | 9      | 25,00  | [ 25 ] |
| Lugo              | 2009. június 10.  | 2015. június 8.     | 258    | 97     | 83     | 78     | 37,60  | [ 26 ] |
| Las Palmas        | 2015. október 19. | 2017. május 26.     | 78     | 26     | 18     | 34     | 33,33  | [ 27 ] |
| Real Betis        | 2017. május 16.   | 2019, május 19.     | 94     | 39     | 22     | 33     | 41,49  | [ 28 ] |
| Barcelona         | 2020. január 13.  | 2020. augusztus 17. | 25     | 16     | 4      | 5      | 64,00  | [ 29 ] |
| Összesen          | Összesen          | Összesen            | 525    | 203    | 147    | 175    | 38,67  | —      |

## Sikerei, díjai
Atlético Madrid
- Spanyol szuperkupa (1): 1985
- Kupagyőztesek Európa-kupája döntős (1): 1985–86

## Külső hivatkozások
- Quique Setién adatlapja a National-Football-Teams.com oldalon (angolul)

- Quique Setién (angol nyelven). FootballDatabase.eu
- Quique Setién (angol nyelven). eu-football.info
- Quique Setién (játékos profil) (angol, katalán, spanyol nyelven). BDFutbol.com
- Quique Setién (edzői profil) (angol, katalán, spanyol nyelven). BDFutbol.com
- Quique Setién (német nyelven). kicker.de
- Quique Setién adatlapja a worldfootball.net oldalon (angolul)